# Antônio Carlos Zago
Antônio Carlos Zago (sinh ngày 18 tháng 5 năm 1969) là một huấn luyện viên và cựu cầu thủ bóng đá người Brasil, hiện đang dẫn dắt đội tuyển bóng đá quốc gia Bolivia.

## Đội tuyển bóng đá quốc gia Brasil
Antônio Carlos Zago thi đấu cho đội tuyển bóng đá quốc gia Brasil từ năm 1991 đến 2001.

## Thống kê sự nghiệp
| Đội tuyển bóng đá Brasil | Đội tuyển bóng đá Brasil | Đội tuyển bóng đá Brasil |
| Năm                      | Trận                     | Bàn                      |
| ------------------------ | ------------------------ | ------------------------ |
| 1991                     | 2                        | 0                        |
| 1992                     | 3                        | 1                        |
| 1993                     | 6                        | 0                        |
| 1994                     | 0                        | 0                        |
| 1995                     | 0                        | 0                        |
| 1996                     | 0                        | 0                        |
| 1997                     | 0                        | 0                        |
| 1998                     | 3                        | 0                        |
| 1999                     | 12                       | 0                        |
| 2000                     | 10                       | 2                        |
| 2001                     | 1                        | 0                        |
| Tổng cộng                | 37                       | 3                        |